# 西吉斯蒙德 (巴伐利亞)
西吉斯蒙德（德語：Siegmund, Herzog von Bayern，1439年7月26日—1501年2月1日），維特爾斯巴赫家族成員，巴伐利亞-慕尼黑公爵（1460年—1467年在位）及巴伐利亞-達豪公爵（1467年—1501年在位）。巴伐利亞-慕尼黑公爵阿爾布雷希特三世與妻子不倫瑞克-格魯本哈根公爵埃里希一世的女兒不倫瑞克-格魯本哈根的安娜的第三子。

## 生平
1460年，父親阿爾布雷希特三世逝世，巴伐利亞-慕尼黑公國由西吉斯蒙德與他的長兄約翰四世共同接管治理。因為其次兄恩斯特在父親逝世前已經逝世。
西吉斯蒙德在一個貴族動盪不斷，與城市爭吵的時代被統治。兩位公爵早在1460年就向慕尼黑發佈第一份停戰書－慕尼黑休戰書，即城市以外但在城市管轄範圍內的區域，經過重新測量並標有邊界柱。這時巴伐利亞-蘭茨胡特公爵路易九世與神聖羅馬帝國皇帝腓特烈三世發生爭執，腓特烈三世任命勃蘭登堡-安斯巴赫藩侯阿爾布雷希特三世為帝國總督討伐路易九世。儘管1461年12月5日與路易九世結盟，但慕尼黑的兩位公爵仍不允許自己參與雙方的戰爭中。相反，他們敦促雙方從1462年6月起實現和平。西吉斯蒙德還對不合適的官員採取行動。就像他的父親一樣，西吉斯蒙德更喜歡藝術和宗教，而不是強硬的政治。
兄長約翰四世於1463年底因鼠疫在逝世。倖存的五弟阿爾布雷希特放棄他的神職從帕維亞趕返家鄉，並與西吉斯蒙德實行共治。1465年，他的弟弟阿爾布雷希特四世違反了與他共治的協定。1467年9月，他退出共治，轉而支持阿爾布雷希特四世，只保留巴伐利亞-達豪為領地，在他去世後又將此公國交回巴伐利亞-慕尼黑公國。由於持續的財務管理不善，西吉斯蒙德已經厭倦了裁決，所以被要求放棄攝政。在隨後的時期中，與阿爾布雷希特四世的關係保持了很大程度的緩和。當他的六弟克里斯托夫和七弟沃夫岡要求共同管理公國時，阿爾布雷希特四世得到了西吉斯蒙德的支持。
西吉斯蒙德繼續贊助教堂和修道院，並在1468年為以前羅馬式建築遺址上興建哥特式的慕尼黑聖母教堂新建築並為其奠定基石。愛好藝術的西吉斯蒙德擴大自己的住所布魯滕堡宮並建造教堂，並於1488年在附近的皮平建立聖沃爾夫岡堂，又將慕尼黑的舊宮廷重新設計及裝飾，並養孔雀和其他鳥類。西吉斯蒙德在舊宮廷住了一段時間，直到15世紀末，他通常是巴伐利亞哥特式藝術復興的讚助人。畫家簡·波拉克和加布里埃爾·馬萊斯基徹以及建築大師約格·馮·哈爾斯巴赫和雕塑家伊拉斯謨·格拉塞爾都是他那個時代的傑出藝術家。
1456年，西吉斯蒙德原定與勃蘭登堡選侯腓特烈二世的女兒勃蘭登堡的瑪格麗特舉行的訂婚失敗後，由於維特爾斯巴赫家族對嫁妝的要求很高，所以西吉斯蒙德從未結過婚。西吉斯蒙德後來與中產階級瑪格麗特·普滕多夫住在一起，並與她結成伴侶，由此誕下兩個兒子漢斯和西吉斯蒙德。 他總共留下四名私生子，但只有這兩個是瑪格麗特所生。
西吉斯蒙德於1501年2月1日去世，被埋葬在新建成的慕尼黑聖母教堂中的皇帝路易四世墳墓中。